# Абу Хамид ел Гарнати
Абу Хамид ел Гарнати (1080—1170) био је арапски путник и географ, један од највећих путника у средњем веку.

## Абу Хамид у Угарској
Гарнати је читаве три године, од 1150. до 1153, боравио и живео у Угарској. Један део угарских муслимана које је он посетио живели су око Пеште, али је један прилично велики део био настањен на територији Срема. Према Абу Хамиду, ови муслимани потичу делом из Магреба, а делом Харезма.